# Пірмухаммед-хан II
Пірмухаммед-хан II (бл. 1550–1601) — останній хан Держави Шейбанідів у 1598—1601 роках.

## Життєпис
Син Сулейман-султана. Народився близько 1550 року. Про більшу частину його життя обмаль відомостей. 1598 року під час знищення родичів Абдалмумін-ханом зумів врятуватися, сховавшись в місцині Міанкаль (на півдні). Після вбивства Абдалмумін-хана змовниками посів трон за підтримки Худай-Назар-бія й Дустім-бія. Втім невдовзі останній сприяв захопленню Самарканду Абд аль-Васі-бієм. В Балху владу захопив Ісфанд-султан (відомий також як Абдал-Амін), що оголосив себе сином Абдалмумін-хана. В свою чергу Аштарханиди (родичі Шейбанідів) в Гераті оголосили ханом Яр-Мухаммеда. В Шаші фактично незалежним став Кельді-Мухаммада з династії Шейбанідів.
Така ситуація сприяла кизилбашам і шаху Аббасу I у відвоюванні Хорасану, раніше практично втраченого. 1598 року той захопив важливі міста Мешхед і Нішапур. За цим у битві біля Герату перси завдали поразки Аштарханидам
Пірмухаммед-хан II в свою чергу стикнувся з вторгненням казахів на чолі із Тауєкель-ханом, а потім Єсім-ханом. Спочатку було втрачено міста Туркестан, Ахсікет, Андижан, Шаш і Самарканд. На той час у Бухарі було не більше 10-15 тисяч вояків, і Пірмухаммед-хан II вирішив не виходити за стіни та не зустрічатись у відкритому бою, а укріпили вежі та стіни і приготувались до облоги. Битва тривала одинадцять днів, на дванадцятий бухарське військо вийшло з міста та завдало казахам поразки. У новій битві в місцині Уч-Кара військо Пірмухаммед-хана II знову перемогло військо Шейбанідів, змусивши казахів відступити й відвоювавши раніше втрачені міста.
У цих боях йому надали допомогу родичі Аштарханиди. На дяку Пірмухаммед-хан II 1599 року передав Самарканд Бакі-Мухаммаду. Невдовзі останній захопив частину Міанкаля, що викликало невдоволення Пірмухаммед-хана II, який уклав союз з Ісфанд-султан, що надав допомогу хану. 1601 року в битві біля Самарканду Пірмухаммед-хан II зазнав поразки і потрапив у полон. Невдовзі був страчений. Трон перейшов до Джані-Мухаммада (син Яр-Мухаммада).